# Beijing Sport University FC
Beijing Sport University FC was een Chinese voetbalclub uit Beijing.
De club werd in 2004 opgericht als Beijing Baxy FC en speelde in het amateurvoetbal. In 2009 ging de club in de Yi League spelen. Nadat de club dat jaar promotie misliep, werd plaatsgenoot Beijing Yanjiesheng (opgericht in 1997) overgenomen en nam het de plaats in de Jia League over. In 2012 degradeerde de club in eerste instantie, maar mocht toch Jia League blijven omdat Dalian Shide ophield te bestaan. In 2014 werd met een vierde plaats het beste resultaat behaald. In december van dat jaar werd de club overgenomen door Beijing Enterprises en veranderde in januari 2015 van naam, logo en clubkleuren. In 2020 werd de naam Beijing Sport University. De club werd in maart 2023 ontbonden.

## Bekende (oud-)spelers
- Wen Chih-hao
- Lucian Goian
- Ryan Griffiths
- Chen Hao-wei
- Godfred Karikari
- Danko Lazović
- Leke James
- Stephen Makinwa
- Momar N'Diaye
- Rubin Okotie
- Lü Peng
- Yu Tao
- Cheick Tioté
- Daniel Quaye
- Yan Xiangchuang
- Hu Zhaojun

## Bekende (oud-)trainers
- Piet Demol (2011)
- Goran Tomić (2013-2014)
- Aleksandar Stanojević (2015-2016)
- Yasen Petrov (2017)
- Gao Hongbo (2017-2019)
- Su Maozhen (2019-2021)

Beijing BG · 
Dalian Transcendence · 
Hangzhou Greentown · 
Heilongjiang Lava Spring · 
Liaoning Hongyun · 
Meizhou Hakka · 
Meixian Techand · 
Nei Mongol Zhongyou · 
Qingdao Huanghai · 
Shanghai Shenxin · 
Shenzhen · 
Shijiazhuang Ever Bright · 
Wuhan Zall · 
Xinjiang Tianshan Leopard · 
Yanbian Fude · 
Zhejiang Yiteng